# Spomyšl
Spomyšl je obec v okrese Mělník ve Středočeském kraji. Rozkládá se asi devět kilometrů západně od Mělníka a žije zde 569 obyvatel.

## Historie
První písemná zmínka o obci pochází z roku 1403.

## Obyvatelstvo
| Rok            | 1869 | 1880 | 1890 | 1900 | 1910 | 1921 | 1930 | 1950 | 1961 | 1970 | 1980 | 1991 | 2001 | 2011 | 2021 |
| -------------- | ---- | ---- | ---- | ---- | ---- | ---- | ---- | ---- | ---- | ---- | ---- | ---- | ---- | ---- | ---- |
| Počet obyvatel | 237  | 287  | 340  | 384  | 437  | 456  | 520  | 423  | 436  | 436  | 409  | 415  | 404  | 464  | 518  |
| Počet domů     | 34   | 44   | 54   | 64   | 69   | 75   | 110  | 120  | 115  | 116  | 113  | 133  | 132  | 139  | 158  |

## Obecní správa

### Územněsprávní začlenění
Dějiny územněsprávního začleňování zahrnují období od roku 1850 do současnosti. V chronologickém přehledu je uvedena územně administrativní příslušnost obce v roce, kdy ke změně došlo:
- 1850 země česká, kraj Praha, politický okres Mělník, soudní okres Roudnice[6]
- 1855 země česká, kraj Litoměřice, soudní okres Roudnice
- 1868 země česká, politický i soudní okres Roudnice
- 1939 země česká, Oberlandrat Mělník, politický i soudní okres Roudnice nad Labem[7]
- 1942 země česká, Oberlandrat Praha, politický i soudní okres Roudnice nad Labem[8]
- 1945 země česká, správní i soudní okres Roudnice nad Labem[9]
- 1949 Ústecký kraj, okres Roudnice nad Labem[10]
- 1960 Středočeský kraj, okres Mělník
- 2003 Středočeský kraj, okres Mělník, obec s rozšířenou působností Mělník

### Obecní symboly
Znak a vlajka byly obci uděleny rozhodnutím předsedy Poslanecké sněmovny Parlamentu České republiky dne 16. července 2014.

## Společnost
Ve vsi Spomyšl (450 obyvatel) byly v roce 1932 evidovány tyto živnosti a obchody: výroba cementového zboží, cihelna, 3 hostince, 2 kováři, krejčí, obuvník, 4 pojišťovací jednatelství, 5 rolníků, 3 řezníci, 3 obchody se smíšeným zbožím, trafika, zámečník.

## Doprava
Dopravní síť
- Pozemní komunikace – Okolo zastavěné části obce prochází silnice I/16 Řevničov – Slaný – Spomyšl – Mělník – Mladá Boleslav.
- Železnice – Železniční trať ani stanice na území obce nejsou. Nejblíže obci je železniční stanice Vraňany ve vzdálenosti 0,5 km ležící na koridorové trati 090 z Prahy do Ústí nad Labem, ve stanici odbočuje trať 094 Vraňany – Lužec nad Vltavou a trať 095 Vraňany – Zlonice.

Veřejná doprava 2012
- Autobusová doprava – Z obce vedly příměstské autobusové linky Kralupy nad Vltavou-Jeviněves-Mělník (v pracovních dnech 4 spoje) a Mělník-Spomyšl-Kralupy nad Vltavou (v pracovních dnech 8 spojů) (dopravce ČSAD Střední Čechy, a. s.). O víkendu byla obec bez dopravní obsluhy.

## Pamětihodnosti
- Židovský hřbitov